# Gran Premi del Brasil del 2002
Resultats del Gran Premi de Brasil de Fórmula 1 de la temporada 2002, disputat al circuit de Interlagos, el 31 de març del 2002.

## Resultats
| Pos | No | Pilot                 | Equip              | Voltes | Temps/ Retirada  | Pos. de sortida | Punts |
| --- | -- | --------------------- | ------------------ | ------ | ---------------- | --------------- | ----- |
| 1   | 1  | Michael Schumacher    | Ferrari            | 71     | 1h 31' 43. 662   | 2               | 10    |
| 2   | 5  | Ralf Schumacher       | Williams - BMW     | 71     | + 0.588 s        | 3               | 6     |
| 3   | 3  | David Coulthard       | McLaren - Mercedes | 71     | + 59.109 s       | 4               | 4     |
| 4   | 15 | Jenson Button         | Renault            | 71     | + 1' 06.883 min. | 7               | 3     |
| 5   | 6  | Juan Pablo Montoya    | Williams - BMW     | 71     | + 1' 07.563 min. | 1               | 2     |
| 6   | 24 | Mika Salo             | Toyota             | 70     | + 1 Volta        | 10              | 1     |
| 7   | 16 | Eddie Irvine          | Jaguar - Cosworth  | 70     | + 1 Volta        | 13              |       |
| 8   | 17 | Pedro de la Rosa      | Jaguar - Cosworth  | 70     | + 1 Volta        | 11              |       |
| 9   | 10 | Takuma Sato           | Jordan - Honda     | 69     | + 2 Voltes       | 19              |       |
| 10  | 11 | Jacques Villeneuve    | BAR - Honda        | 68     | Motor            | 15              |       |
| 11  | 23 | Mark Webber           | Minardi - Asiatech | 68     | + 3 Voltes       | 20              |       |
| 12  | 4  | Kimi Räikkönen        | McLaren - Mercedes | 67     | Rodes            | 5               |       |
| 13  | 22 | Alex Yoong            | Minardi - Asiatech | 67     | + 4 Voltes       | 22              |       |
| Ret | 7  | Nick Heidfeld         | Sauber - Petronas  | 61     | Frens            | 9               |       |
| Ret | 14 | Jarno Trulli          | Renault            | 60     | Motor            | 6               |       |
| Ret | 8  | Felipe Massa          | Sauber - Petronas  | 41     | Col·lisió        | 12              |       |
| Ret | 25 | Allan McNish          | Toyota             | 40     | Virolla          | 16              |       |
| Ret | 12 | Olivier Panis         | BAR - Honda        | 25     | Caixa canvi      | 17              |       |
| Ret | 20 | Heinz Harald Frentzen | Arrows - Cosworth  | 25     | Suspensions      | 18              |       |
| Ret | 21 | Enrique Bernoldi      | Arrows - Cosworth  | 19     | Suspensions      | 21              |       |
| Ret | 2  | Rubens Barrichello    | Ferrari            | 16     | Hidràulics       | 8               |       |
| Ret | 9  | Giancarlo Fisichella  | Jordan - Honda     | 6      | Motor            | 14              |       |

## Altres
- Pole: Juan Pablo Montoya 1' 13. 114

- Volta ràpida: Juan Pablo Montoya 1' 16. 079 (a la volta 60)